# Aaron Freeman (músico)
Aaron Freeman es un músico estadounidense conocido por ser vocalista y guitarrista de la banda de rock Ween, con la que utiliza el seudónimo Gene Ween.

## Biografía
Freeman nació el 17 de marzo de 1970 en Filadelfia, Pensilvania, y es de ascendencia judía e italiana. Luego de que sus padres se divorciaran, Freeman se mudó con su padre a New Hope, una ciudad rural de Pensilvania cercana a Nueva Jersey. Desde joven tuvo un interés por la música, ya que estaba interesado en el funcionamiento de las cintas de casetes y escuchaba los discos de The Mothers of Invention y Earth, Wind and Fire de su padre, quien le compró una guitarra eléctrica. También estaba interesado en la música de artistas como Devo, Laurie Anderson y Prince. A los 14 años conoció a Mickey Melchiondo en una clase de mecanografía, e inmediatamente formaron Ween, adoptando los nombres artísticos de Gene y Dean Ween respectivamente. El grupo ha sacado una gran cantidad de álbumes y se ha convertido en un fenómeno de culto. Ambos también colaboraron con integrantes del grupo de noise japonés Boredoms en un proyecto llamado Z-Rock Hawaii, mediante el cual editaron un álbum. Freeman también apareció en un álbum de Amandla, un proyecto del baterista de Ween, Claude Coleman. En los años 1980 Freeman editó, por medio de un sello independiente, un casete como solista titulado Synthetic Socks, en el que también aparece Melchiondo. Ocasionalmente realiza recitales como solista.
Freeman estuvo casado entre 1999 y 2003 con Sarah Poten, con quien tuvo una hija (llamada Anna) antes de divorciarse. También tuvo un hijo con su actual pareja, Leah Ben-Ari. Freeman tuvo algunos problemas de adicción a las drogas que llevaron a Ween a cancelar su gira del álbum Quebec, por lo que entró en rehabilitación.

## Discografía solista
- Synthetic Socks